# Rise of the Triad
Rise of the Triad: Dark War (kurz: ROTT) ist ein Ego-Shooter für den PC, der am 21. Dezember 1994 von der Firma Apogee Software veröffentlicht wurde.
Das Spiel war ursprünglich als Add-on zu Wolfenstein 3D konzipiert (benutzt auch eine stark modifizierte Version von dessen Engine) und wurde von Apogee Software als Konkurrenzprodukt zu Doom vermarktet. ROTT ist, in der Entwicklungsgeschichte Apogees/3D Realms', auch der direkte Vorgänger von Duke Nukem 3D.

## Handlung
Eine militante Sekte namens „Triad“ will die Weltherrschaft an sich reißen und hat ihr Hauptquartier auf einem Klostergelände. Um den Orden auszuschalten, wird ein Agent eingeschleust, der aber sofort enttarnt und erwartet wird. Dieser muss sich nun in das Herz des Klosters vorkämpfen.

## Technik
Die Spiel-Engine ermöglichte detailliertere Texturen als der Vorgänger Wolfenstein 3D. Zudem existierte eine Skybox mit Parallaxeneffekt. Die Gegner bestanden aus Sprites abgefilmter und anschließend digitalisierter Schauspieler. Neben Schießereien bot das Spiel auch Geschicklichkeitseinlagen und Sprünge an fest definierten Punkten. Zudem waren Teile der Spielumgebung zerstörbar wie etwa Fensterscheiben. Über
Modem oder Nullmodem-Kabel war ein Mehrspieler möglich. Eine sichtbare Limitierung der Engine war die Tatsache, dass diese nur rechte Winkel darstellen konnte.

## Musik
Die Musik liegt im MIDI-Format vor und stammt aus der Feder von Lee Jackson und Bobby Prince, die unter anderem auch die Musik für Duke Nukem 3D geschrieben haben.

## Veröffentlichung
Die Shareware-Version mit dem Titel Rise of the Triad: The Hunt Begins wurde am 21. Dezember 1994 veröffentlicht, diese enthält nur einige wenige Levels und nur einen spielbaren Charakter. Die Vollversion erschien am 17. Februar 1995 als Rise of the Triad: Dark War. Später im gleichen Jahr wurde mit Extreme Rise of the Triad ein Add-on veröffentlicht, das unter anderem weitere Levels und mehrere Level-Editoren enthält.

### Indizierung in Deutschland
Aufgrund des hohen Gewaltgrades wurden alle Versionen von Rise of the Triad in den Jahren 1995 und 1996 von der Bundesprüfstelle für jugendgefährdende Schriften indiziert.
Da eine Indizierung in Deutschland nach 25 Jahren abläuft, wurden die Spiele in den Jahren 2020 und 2021 erneut geprüft und anschließend nicht wieder auf die Liste jugendgefährdender Medien aufgenommen.

### Quelltext
Der Quellcode von ROTT wurde am 20. Dezember 2002 unter der GPL veröffentlicht und das Spiel war bereits zwei Tage später in einer Variante für Linux verfügbar. ROTT wurde ebenfalls auf Mac OS, Dreamcast, PlayStation Portable, Nintendo DS und auf 32-Bit-Windows-Systeme portiert.

## Rezeption
PC Joker verglich die Grafik mit der von Doom 2: Hell on Earth. Der Gewaltgrad sei sehr hoch. PowerPlay lobte, dass, obwohl es sich um einen Doom-Klon handelt, dennoch für Abwechslung gesorgt wurde. Die Mehrspielerfunktion sei sehr umfangreich in Bezug auf die Einstellmöglichkeiten. Sogar eine VoIP-Funktionalität wird geboten. Für Minderjährige sei das Spiel trotz Passwortsperre für den höchsten Gewaltgrad jedoch absolut ungeeignet.

## Remake
Auf der QuakeCon 2012 kündigten Apogee Software und das dänische Entwicklerstudio Interceptor Entertainment eine Remake des Spiels mit dem Titel Rise of the Triad HD an. Der Ego-Shooter wurde auf Basis der Unreal Engine 3 entwickelt und orientiert sich stark am Original. Das Remake wurde am 31. Juli 2013 unter anderem auf Steam und GOG.com veröffentlicht. Das Spiel erschien zunächst nicht in Deutschland, ein eventueller Name für eine angepasste deutsche Version lautete Hunt. Rise of the Triad (2013) wurde erst am 1. September 2022 zur Prüfung bei der USK vorgelegt und erhielt letztendlich die Freigabe ab 16.

## Remaster
Nightdive Studios haben ein Remaster mit dem Namen Rise of the Triad: Ludicrous Edition für Anfang 2023 angekündigt. Das Team ist bekannt für Portierungen von Shootern aus den 1990er-Jahren auf moderne Systeme, darunter sind Remaster von Doom 64 oder Quake, die von der Community sehr positiv aufgenommen wurden.